# (7043) Godart
(7043) Godart (1934 RB) – planetoida z pasa głównego asteroid okrążająca Słońce w ciągu 3,37 lat w średniej odległości 2,24 j.a. Odkryta 2 września 1934 roku.